# Петрушка

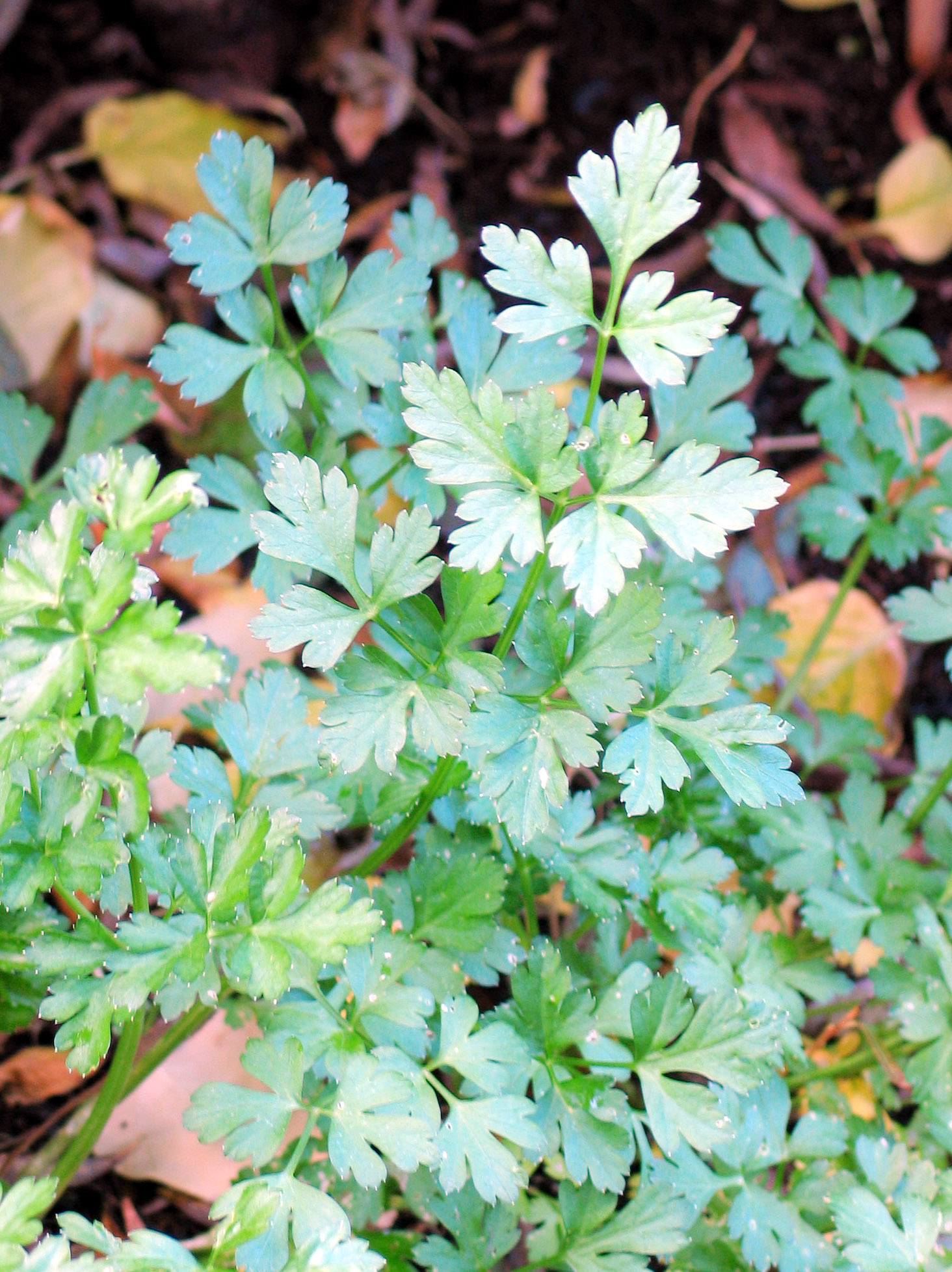
Петрушка

Петру́шка (Petroselinum) — рід рослин родини окружкових.

## Морфологічна характеристика
Дво-, рідко однорічні рослини від 30 до 100 см заввишки. Цвіте в червні—липні. Листки темно-зелені, зверху блискучі. Прикореневі і нижні стеблові листки довгочерешкові, перисторозсічені з обернено-яйцеподібними, при основі клиноподібними 3-надрізними або глибоко-зубчастими листочками, верхні — трироздільні. Плоди 2.5 мм заввишки, сірувато-бурі, широкояйцеподібні.

## Поширення
Відомо 3 види, поширені в Пд. і Зх. Європі. У східній Європі, у т. ч. в Україні, в культурі петрушка кучерява, городня (P. Cripsum, син. P. sativum),— дворічна пряноовочева рослина.

## Різновиди петрушки

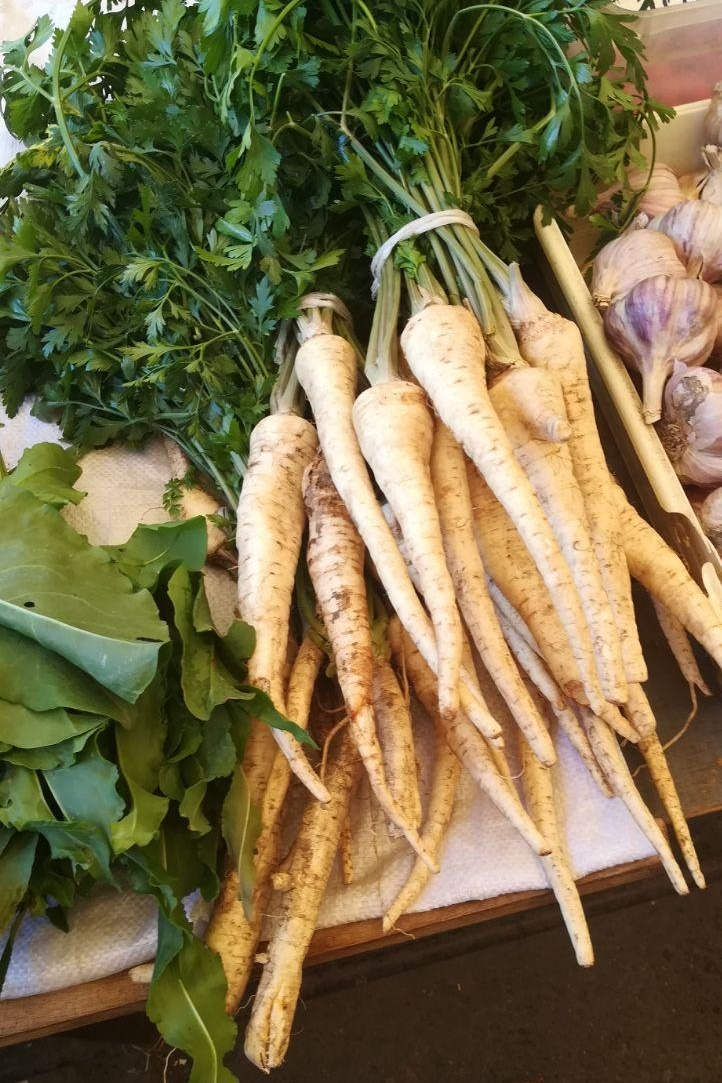
Коріння петрушки

Розрізняють різновидності Петрушки кучерявої: Петрушку кореневу з конічним або округлим коренеплодом і невеличкою розеткою листків і Петрушку листкову з великою кількістю (до 60—70) листків. Коренеплоди й листки Петрушки багаті на вітамін С, провітамін А, мінеральні солі, етерну олію.

## Історичний нарис
Петрушка, або Petroselinum crispum, родом зі Східного Середземномор'я. У Стародавній Греції та Стародавньому Римі споконвічно використовувалася як лікарська рослина. Петрушка є антисептиком, а також, як припускається, має протиракові властивості.
З XVI сторіччя розведення петрушки бере свій початок в Італії в ролі корисної рослини, а пізніше вона розповсюдилася в Англію, Німеччину та інші країни Європи, а також, цілком імовірно, в Америку. Її вирощують по всьому світу, але завжди — в доволі маленьких садах або городах. Зараз її цілий рік можна знайти в будь-якому універсамі.

## Застосування
Здебільшого петрушку вирощують для використання в кулінарії, через її смакові якості. В їжу використовують її корінь та листя. Неодмінний складник української кухні. У порівнянні з іншими овочами, петрушка багатша на вітамін A, а також містить вітаміни К і С. Перед поданням петрушку ополіскують, але не змочують, оскільки це може привести до втрати вітаміну С. Листки і коренеплоди використовують свіжими і сушеними як приправу до різних страв, а також у консервній промисловості; в медицині — як сечогінний засіб.